# 양행밀
양행밀(楊行密, 852년 ~ 905년 12월 24일(음력 11월 26일))은 중국 당나라 말기의 군벌이자 회남(淮南, 본부는 지금의 강소성 양주시에 있었다)절도사로, 오대십국 시대 오나라의 창건자이다. 본명은 양행민(楊行愍, 886년 개명)으로, 자는 화원(化源)이며, 여주 합비 사람이다. 그는 회남도 및 그 인근의 몇몇 여러 번진(藩鎭)들을 장악함으로서 최종적으로 자신의 아들들이 훗날 오대십국 시대 오나라(지금의 강소성·안휘성 일대 및 강서성·호북성의 각 일부 지역)가 될 영토를 통치하는 기반을 확립하였다. 그는 오왕의 작호를 받았기 때문에, 본래대로라면 그의 영토에서 초대 왕이 될 터였다. 그러나 이는 어디까지나 당나라 조정에서 수여받은 작호였을 뿐, 독립국임을 표시하지는 않았다. 최종 공식 작위와 시호는 오무충왕(吳武忠王)으로, 후에 효무왕(孝武王)으로 추존되었으며, 최후에는 태조(太祖) 무황제(武皇帝)로 추존되었다. 

## 생애
여주 합비(廬州合肥;현재 안휘성 합비시)사람으로 당나라 말기 혼란속에 처음엔 도둑이었다가 군에 들어가 세력을 규합하여 고향 노주를 점령하자 당나라는 회유책을 써서 그를 노주자사에 임명하였다. 그 후 양행밀은 주위지역을 차례로 점령하면서 892년 양저우(揚州)을 점령하여 회남 절도사(淮南節度使)가 되었다.
이윽고 장강을 아우르는 중류 지역을 제압하여 일대에 세력권을 쌓았다. 그 후 남하하는 주전충(이때는 아직 후량을 건국하지 않았다)과 다툼을 벌였고, 회하(淮河)의 경계선을 확보하여 절강성을 근거지로 삼았던 오월과 소주(蘇州)을 둘러싼 쟁탈전을 벌였으나 패배하여 소주는 오월의 것이 되었다. 그래도 강대한 세력을 지녔기에 902년 당나라 조정으로부터 오왕에 봉해졌다. 양행밀은 자립은 했어도 어디까지나 당나라의 신하로써의 입장을 관철하여 죽을 때까지 당나라의 원호(元號)을 사용하였다.
양행밀의 힘의 원천은 도적무리들과 당나라의 잔존병을 모아서 편성한 흑운도(黑雲都)라고 불리는 친위군단에 있었다. 이 군대는 전신을 검은 갑옷으로 무장하였기에 붙여진 이름이었다. 양행밀은 이들을 데리고 반대 세력을 무찔렀으나 너무 이 군단을 의지한 결과 흑운도의 지휘관이었던 서온(徐溫)과 장호(張顥)가 실권을 장악하기에 이른다.
905년 양행밀이 죽자 장남 양악(楊渥)이 옹립되었다.

## 가계도

### 후비
| 봉호           | 시호               | 이름(성씨) | 별칭                              | 생몰년도  | 비고 |
| -------------- | ------------------ | ---------- | --------------------------------- | --------- | ---- |
| 국부인(國夫人) | 연국부인(燕國夫人) | 주씨(朱氏) |                                   |           |      |
| 군군(郡君)     | 태비(太妃)         | 사씨(史氏) | 무창군군(武昌郡君) 태부인(太夫人) | ? ~ 919년 |      |
| 태비(太妃)     | 정목황후(貞穆皇后) | 왕씨(王氏) | 황태후(皇太后)                    | ? ~ 928년 |      |

### 황자
| - | 봉호               | 시호   | 이름                                 | 생몰년도      | 생모          | 별칭                                                                    | 비고               |
| - | ------------------ | ------ | ------------------------------------ | ------------- | ------------- | ----------------------------------------------------------------------- | ------------------ |
| 1 | 홍농군왕(弘農郡王) |        | 양악(楊渥)                           | 886년 ~ 908년 | 태비 사씨     |                                                                         | 양오의 제2대 군주. |
| 2 | 홍농군왕(弘農郡王) |        | 양영(楊瀛) 양위(楊渭) 양융연(楊隆演) | 897년 ~ 920년 | 태비 사씨     |                                                                         | 양오의 제3대 군주. |
| 3 | 임천왕(臨川王)     | 영(靈) | 양몽(楊濛)                           | ? ~ 937년     |               | 여강군공(廬江郡公) 상산왕(常山王) 역양군공(歷陽郡公) 패역서인(悖逆庶人) |                    |
| 4 | 단양군공(丹陽郡公) |        | 양부(楊溥)                           | 900년 ~ 938년 | 정목황후 왕씨 |                                                                         | 양오의 제4대 군주. |
| 5 | 신안군공(新安郡公) |        | 양심(楊潯)                           | ? ~ 919년     |               |                                                                         |                    |
| 6 | 덕화왕(德化王)     |        | 양철(楊澈)                           |               |               | 파양군공(鄱陽郡公) 평원왕(平原王)                                       |                    |

### 황녀
| - | 봉호(공주)             | 시호 | 이름 | 생몰년도      | 생모 | 별칭 | 비고 |
| - | ---------------------- | ---- | ---- | ------------- | ---- | ---- | ---- |
| 1 | 심양장공주(尋陽長公主) |      |      | 890년 ~ 927년 |      |      |      |
| 2 | 공주(公主)             |      |      |               |      |      |      |
| 3 | 공주(公主)             |      |      |               |      |      |      |
| 4 | 공주(公主)             |      |      |               |      |      |      |
| 5 | 공주(公主)             |      |      |               |      |      |      |

## 참고 문헌
- 《십국춘추》, 권1 - 오 1 태조세가(太祖世家)
- 《자치통감》, 권255, 256, 257, 258, 259, 260, 261, 262, 263, 264, 265.
- 호삼성 음주(音注) 《자치통감》, 권255, 256, 257, 258, 259, 260, 261, 262, 263, 264, 265.

| 전임 조굉 | 선흡도관찰사 889년 ~ 891년 | 후임 영국군절도사로 승격 |

| 전임 선흡도관찰사에서 승격 | 영국군절도사 891년 ~ 892년 | 후임 전군 |

| 전임 손유 | 회남절도사 892년 ~ 905년 | 후임 양악 |

| 전임 (초대) | 제1대 오나라의 군주 902년 ~ 905년 | 후임 장남 홍농위왕 양악 |

| 전임 없음(새로 책봉) | 오왕 902년 ~ 905년 | 후임 장남 홍농위왕 양악 |